# 国鉄205形蒸気機関車
205形は、かつて日本国有鉄道の前身である鉄道省に在籍したタンク式蒸気機関車である。

## 概要
この機関車は1923年（大正12年）、アメリカ合衆国のバルカン・アイアン・ワークス (Vulcan Iron Works) が宇部鉄道向けに2両（製造番号3315, 3316）を製造した、車軸配置2-4-2(1B1)の飽和式・2気筒単式のサドルタンク機関車で、運転室から煙室上にまで延びたサドルタンクが特徴的である。運転室は鋼製の密閉型で、背部に石炭庫を備えている。
バルカン・アイアン・ワークス製の機関車は日本では数が少なく、国鉄籍を得たものはこの2両のみで、他の私鉄に目を転じても、東濃鉄道（初代）が購入した1両（C形4）しか見当たらない。他はすべて工場や建設工事用で実数も定かでない。
本形式は、宇部鉄道（現在の宇部線および小野田線の一部）の100形（100, 101）で、1943年（昭和18年）4月1日付けで同鉄道が戦時買収されたことにより、鉄道省籍を得たものである。国有化に際して、205形（205, 206）と改番されたが、現車にはこの番号が標記されることはなく、206(101)は1943年に東芝車両府中工場、205(100)は1944年（昭和19年）に江若鉄道へ払い下げられた。
前者は晩年、据え置きボイラー代用として使用された。後者も譲渡後あまり使用されず車庫に放置されていたが、1949年（昭和24年）に神戸製鋼所に譲渡されて、L7として1955年（昭和30年）頃まで使用された。

## 主要諸元
- 全長 : 8,763mm
- 全高 : 3,454mm
- 全幅 : 2,616mm
- 軌間 : 1,067mm
- 車軸配置 : 2-4-2(1B1)
- 動輪直径 : 1,016mm
- 弁装置 : スティーブンソン式アメリカ型
- シリンダー（直径×行程） : 330mm×457mm
- ボイラー圧力 : 13.0kg/cm2
- 火格子面積 : 1.3m2
- 全伝熱面積 : 47.9m2
  - 煙管蒸発伝熱面積 : 43.4m2
  - 火室蒸発伝熱面積 : 4.6m2
- 小煙管（直径×長サ×数） : 51mm×3,175mm×85本
- 機関車運転整備重量 : 28.80t
- 機関車空車重量 : 23.13t
- 機関車動輪上重量（運転整備時） : 20.10t
- 機関車動輪軸重（各軸均等） : 10.05t
- 水タンク容量 : 3.14m3
- 燃料積載量 : 1.0t
- 機関車性能
  - シリンダ引張力 : 5,290kg
- ブレーキ装置：手ブレーキ、蒸気ブレーキ